# NGC 4211
NGC 4211 is een spiraalvormig sterrenstelsel in het sterrenbeeld Hoofdhaar. Het hemelobject werd op 30 april 1881 ontdekt door de Franse astronoom Édouard Jean-Marie Stephan.

## Synoniemen
- KCPG 327A
- UGC 7277
- Arp 106
- MCG 5-29-42
- VV 199
- ZWG 158.53
- PGC 39221